# Liga de Campeones de la UEFA 1997-98
La Liga de Campeones de la UEFA 1997-98 fue la 43.ª edición de la Liga de Campeones de fútbol, organizada por la Unión de Asociaciones Europeas de Fútbol (UEFA). En la sexta edición bajo la actual denominación participaron un total de veinticuatro equipos, sin contar las fases previas clasificatorias y participaron un total de cincuenta y cinco equipos, representantes de 46 federaciones nacionales diferentes con la novedad de los equipos de las federaciones de Armenia, Azerbaiyán, Bielorrusia, Eslovaquia y Macedonia por primera vez.
El principal cambio en esta temporada se produjo en el formato de grupos de la fase final que pasó de 16 a 24 equipos, ampliando de cuatro grupos a seis manteniendo cuatro equipos cada uno. Después de las tres últimas temporadas la competición dejó de ser restrictiva a las ligas menos potentes del continente, y por primera vez pudieron participar los subcampeones de las ocho ligas con mejor coeficiente UEFA. Los campeones de las siete mejores ligas y el vigente campeón clasificaron de forma directa y en calidad de cabezas de serie a dicha fase, mientras que el resto de equipos participantes tuvieron que disputar dos rondas clasificatorias previas. En cada grupo hubo uno o dos cabezas de serie, e independientemente de la trayectoria de cada equipo se aplicó un mismo coeficiente por país UEFA por igual, medida posteriormente corregida en ediciones sucesivas.
Disputada entre los meses de septiembre y mayo, la federación alemana contó por vez primera con tres participantes merced a la condición de vigente campeón del Ballspielverein Borussia, y la decimoquinta ocasión y segunda bajo Liga de Campeones que había un representante español en la final. A ella accedieron la Juventus Football Club, su tercera consecutiva, y el Real Madrid Club de Fútbol, en la que era su décima final del torneo. Los madrileños se alzaron con su séptimo título tras vencer por 1-0, y el primero desde hacía 32 años.
Los hasta entonces vigentes finalistas fueron eliminados en semifinales y la final respectivamente por el Real Madrid C. F., mientras que los clubes que debutaron en la fase final del torneo —a partir de la fase de grupos— fueron diez, el Bayer Leverkusen Fußball, el Beşiktaş Jimnastik Kulübü, el Futbalový Klub Košice, el Feyenoord Rotterdam, el Koninklijke Lierse Sportkring, el Newcastle United Football Club, el Olympiakós Pireás, el Parma Football Club, el Athletic Club Sparta Praha y el Sporting Clube de Portugal. Ninguno de ellos consiguió avanzar a la fase final eliminatoria.
Se anotaron 239 goles en 85 encuentros, una media de 2,81 goles por encuentro, en una edición en la que los españoles iniciaron un registro de tres títulos en cinco años, una de las mejores rachas en la historia reciente del torneo.

## Rondas previas de clasificación

### Primera ronda previa
El sorteo se celebró el 9 de julio de 1997 en Ginebra.
Los partidos se disputaron el 23 y 30 de julio de 1997.
| Equipo Local Ida        | Resultado | Equipo Visitante Ida | Ida   | Vuelta |
| ----------------------- | --------- | -------------------- | ----- | ------ |
| PFC Neftchi             | 0 - 10    | Widzew Łódź          | 0 - 2 | 0 - 8  |
| FC Sion                 | 5 - 0     | Jeunesse Esch        | 4 - 0 | 1 - 0  |
| MFK Košice              | 4 - 0     | ÍA                   | 3 - 0 | 1 - 0  |
| FC Lantana Tallinn      | 0 - 3     | FC Jazz              | 0 - 1 | 0 - 2  |
| Dinamo Kiev             | 6 - 0     | Barry Town           | 2 - 0 | 4 - 0  |
| FK Partizan             | 1 - 5     | Croatia Zagreb       | 1 - 0 | 0 - 5  |
| Valletta                | 1 - 2     | Skonto Riga          | 1 - 0 | 0 - 2  |
| FC Pyunik               | 3 - 6     | MTK Hungária FC      | 0 - 2 | 3 - 4  |
| Constructorul Chisinau  | 3 - 4     | FC MPKC              | 1 - 1 | 2 - 3  |
| Derry City FC           | 0 - 3     | Branik Maribor       | 0 - 2 | 0 - 1  |
| FC Steaua Bucaresti     | 5 - 3     | PFC CSKA Sofia       | 3 - 3 | 2 - 0  |
| GÍ Gøta                 | 0 - 11    | Rangers              | 0 - 5 | 0 - 6  |
| FK Sileks Kratovo       | 1 - 3     | Beitar Jerusalem FC  | 1 - 0 | 0 - 3  |
| Crusaders FC            | 2 - 8     | FC Dinamo Tbilisi    | 1 - 3 | 1 - 5  |
| Anorthosis Famagusta FC | 4 - 1     | Kareda Šiauliai      | 3 - 0 | 1 - 1  |

### Segunda ronda previa
El sorteo se celebró el 9 de julio de 1997 en Ginebra.
Los partidos se disputaron el 13 y 27 de agosto de 1997.
Los perdedores de esta instancia entran a la primera ronda de la Copa de la UEFA 1997-98
| Equipo Local Ida     | Resultado | Equipo Visitante Ida | Ida   | Vuelta    |
| -------------------- | --------- | -------------------- | ----- | --------- |
| Austria Salzburg     | 0 - 3     | Sparta Praga         | 0 - 0 | 0 - 3     |
| Widzew Łódź          | 1 - 7     | Parma                | 1 - 3 | 0 - 4     |
| Sion                 | 2 - 8     | Galatasaray          | 1 - 4 | 1 - 4     |
| MFK Košice           | 2 - 1     | Spartak Moscú        | 2 - 1 | 0 - 0     |
| Feyenoord            | 8 - 3     | Jazz                 | 6 - 2 | 2 - 1     |
| Brøndby IF           | 3 - 4     | Dinamo Kiev          | 2 - 4 | 1 - 0     |
| Newecastle United    | 4 - 3     | Croatia Zagreb       | 2 - 1 | (pr)2 - 2 |
| Barcelona            | 4 - 2     | Skonto Riga          | 3 - 2 | 1 - 0     |
| MTK Hungária         | 1 - 4     | Rosenborg            | 0 - 1 | 1 - 3     |
| Olympiacos           | 7 - 2     | FC MPKC              | 5 - 0 | 2 - 2     |
| Beşiktaş             | 3 - 1     | Branik Maribor       | 0 - 0 | 3 - 1     |
| Steaua Bucarest      | 3 - 5     | París Saint-Germain  | 3 - 0 | 0 - 5     |
| IFK Göteborg         | 4 - 1     | Rangers              | 3 - 0 | 1 - 1     |
| Beitar Jerusalem     | 0 - 3     | Sporting de Lisboa   | 0 - 0 | 0 - 3     |
| Bayer Leverkusen     | 6 - 2     | Dinamo Tbilisi       | 6 - 1 | 0 - 1     |
| Anorthosis Famagusta | 2 - 3     | Lierse               | 2 - 0 | 0 - 3     |

## Fase de grupos
El sorteo se celebró el 29 de agosto de 1997 en Ginebra.

### Grupo A
| Pos. | Equipo            | Pts. | PJ | G | E | P | GF | GC | Dif. | Clasificación             |
| ---- | ----------------- | ---- | -- | - | - | - | -- | -- | ---- | ------------------------- |
| 1    | Borussia Dortmund | 15   | 6  | 5 | 0 | 1 | 14 | 3  | +11  | Acceso a cuartos de final |
| 2    | Parma             | 9    | 6  | 2 | 3 | 1 | 6  | 5  | +1   |                           |
| 3    | Sparta Praga      | 5    | 6  | 1 | 2 | 3 | 6  | 11 | −5   |                           |
| 4    | Galatasaray       | 4    | 6  | 1 | 1 | 4 | 4  | 11 | −7   |                           |

 Fuente: [cita requerida]
| Jor. | Fecha            | Estadio              | Local             | Visitante         | Resultado |
| ---- | ---------------- | -------------------- | ----------------- | ----------------- | --------- |
| 1    | 17 de septiembre | Letná Stadium        | Sparta de Praga   | Parma             | 0-0       |
| 1    | 17 de septiembre | Ali Sami Yen         | Galatasaray       | Borussia Dortmund | 0–1       |
| 2    | 1 de octubre     | Stadio Ennio Tardini | Parma             | Galatasaray       | 2-0       |
| 2    | 1 de octubre     | Westfalenstadion     | Borussia Dortmund | Sparta de Praga   | 4–1       |
| 3    | 22 de octubre    | Letná Stadium        | Sparta de Praga   | Galatasaray       | 3–0       |
| 3    | 22 de octubre    | Stadio Ennio Tardini | Parma             | Borussia Dortmund | 1-0       |
| 4    | 5 de noviembre   | Ali Sami Yen         | Galatasaray       | Sparta de Praga   | 2-0       |
| 4    | 5 de noviembre   | Westfalenstadion     | Borussia Dortmund | Parma             | 2-0       |
| 5    | 26 de noviembre  | Stadio Ennio Tardini | Parma             | Sparta de Praga   | 2–2       |
| 5    | 26 de noviembre  | Westfalenstadion     | Borussia Dortmund | Galatasaray       | 4-1       |
| 6    | 10 de diciembre  | Letná Stadium        | Sparta de Praga   | Borussia Dortmund | 0-3       |
| 6    | 10 de diciembre  | Ali Sami Yen         | Galatasaray       | Parma             | 1-1       |

### Grupo B
| Pos. | Equipo            | Pts. | PJ | G | E | P | GF | GC | Dif. | Clasificación             |
| ---- | ----------------- | ---- | -- | - | - | - | -- | -- | ---- | ------------------------- |
| 1    | Manchester United | 15   | 6  | 5 | 0 | 1 | 14 | 5  | +9   | Acceso a cuartos de final |
| 2    | Juventus          | 12   | 6  | 4 | 0 | 2 | 12 | 8  | +4   | Acceso a cuartos de final |
| 3    | Feyenoord         | 9    | 6  | 3 | 0 | 3 | 8  | 10 | −2   |                           |
| 4    | Košice            | 0    | 6  | 0 | 0 | 6 | 2  | 13 | −11  |                           |

 Fuente: [cita requerida]
| Jor. | Fecha            | Estadio              | Local             | Visitante         | Resultado |
| ---- | ---------------- | -------------------- | ----------------- | ----------------- | --------- |
| 1    | 17 de septiembre | Lokomotívy v Čermeli | MFK Košice        | Manchester United | 0-3       |
| 1    | 17 de septiembre | Stadio delle Alpi    | Juventus          | Feyenoord         | 5–1       |
| 2    | 1 de octubre     | Old Trafford         | Manchester United | Juventus          | 3-2       |
| 2    | 1 de octubre     | De Kuip              | Feyenoord         | MFK Košice        | 2–0       |
| 3    | 22 de octubre    | Lokomotívy v Čermeli | MFK Košice        | Juventus          | 0–1       |
| 3    | 22 de octubre    | Old Trafford         | Manchester United | Feyenoord         | 2-1       |
| 4    | 5 de noviembre   | Stadio delle Alpi    | Juventus          | MFK Košice        | 3-2       |
| 4    | 5 de noviembre   | De Kuip              | Feyenoord         | Manchester United | 1-3       |
| 5    | 26 de noviembre  | Old Trafford         | Manchester United | MFK Košice        | 3–0       |
| 5    | 26 de noviembre  | De Kuip              | Feyenoord         | Juventus          | 2-0       |
| 6    | 10 de diciembre  | Lokomotívy v Čermeli | MFK Košice        | Feyenoord         | 0-1       |
| 6    | 10 de diciembre  | Stadio delle Alpi    | Juventus          | Manchester United | 1-0       |

### Grupo C
| Pos. | Equipo           | Pts. | PJ | G | E | P | GF | GC | Dif. | Clasificación             |
| ---- | ---------------- | ---- | -- | - | - | - | -- | -- | ---- | ------------------------- |
| 1    | Dinamo de Kiev   | 11   | 6  | 3 | 2 | 1 | 13 | 6  | +7   | Acceso a cuartos de final |
| 2    | PSV Eindhoven    | 9    | 6  | 2 | 3 | 1 | 9  | 8  | +1   |                           |
| 3    | Newcastle United | 7    | 6  | 2 | 1 | 3 | 7  | 8  | −1   |                           |
| 4    | Barcelona        | 5    | 6  | 1 | 2 | 3 | 7  | 14 | −7   |                           |

 Fuente: [cita requerida]
| Jor. | Fecha            | Estadio            | Local            | Visitante        | Resultado |
| ---- | ---------------- | ------------------ | ---------------- | ---------------- | --------- |
| 1    | 17 de septiembre | Philips Stadion    | PSV Eindhoven    | Dínamo de Kiev   | 1-3       |
| 1    | 17 de septiembre | St James' Park     | Newcastle United | F. C. Barcelona  | 3–2       |
| 2    | 1 de octubre     | Lobanovsky Stadium | Dínamo de Kiev   | Newcastle United | 2-2       |
| 2    | 1 de octubre     | Camp Nou           | F. C. Barcelona  | PSV Eindhoven    | 2–2       |
| 3    | 22 de octubre    | Philips Stadion    | PSV Eindhoven    | Newcastle United | 1–0       |
| 3    | 22 de octubre    | Lobanovsky Stadium | Dínamo de Kiev   | F. C. Barcelona  | 3-0       |
| 4    | 5 de noviembre   | St James' Park     | Newcastle United | PSV Eindhoven    | 0-2       |
| 4    | 5 de noviembre   | Camp Nou           | F. C. Barcelona  | Dínamo de Kiev   | 0-4       |
| 5    | 26 de noviembre  | Lobanovsky Stadium | Dínamo de Kiev   | PSV Eindhoven    | 1–1       |
| 5    | 26 de noviembre  | Camp Nou           | F. C. Barcelona  | Newcastle United | 1-0       |
| 6    | 10 de diciembre  | Philips Stadion    | PSV Eindhoven    | F. C. Barcelona  | 2-2       |
| 6    | 10 de diciembre  | St James' Park     | Newcastle United | Dínamo de Kiev   | 2-0       |

### Grupo D
| Pos. | Equipo      | Pts. | PJ | G | E | P | GF | GC | Dif. | Clasificación             |
| ---- | ----------- | ---- | -- | - | - | - | -- | -- | ---- | ------------------------- |
| 1    | Real Madrid | 13   | 6  | 4 | 1 | 1 | 15 | 4  | +11  | Acceso a cuartos de final |
| 2    | Rosenborg   | 11   | 6  | 3 | 2 | 1 | 13 | 8  | +5   |                           |
| 3    | Olympiacos  | 5    | 6  | 1 | 2 | 3 | 6  | 14 | −8   |                           |
| 4    | Porto       | 4    | 6  | 1 | 1 | 4 | 3  | 11 | −8   |                           |

 Fuente: [cita requerida]
| Jor. | Fecha            | Estadio           | Local       | Visitante   | Resultado |
| ---- | ---------------- | ----------------- | ----------- | ----------- | --------- |
| 1    | 17 de septiembre | Santiago Bernabéu | Real Madrid | Rosenborg   | 4-1       |
| 1    | 17 de septiembre | Estadio Olímpico  | Olympiakos  | FC Porto    | 1–0       |
| 2    | 1 de octubre     | Lerkendal         | Rosenborg   | Olympiakos  | 5-1       |
| 2    | 1 de octubre     | Das Antas         | FC Porto    | Real Madrid | 0–2       |
| 3    | 22 de octubre    | Santiago Bernabéu | Real Madrid | Olympiakos  | 5–1       |
| 3    | 22 de octubre    | Lerkendal         | Rosenborg   | FC Porto    | 2-0       |
| 4    | 5 de noviembre   | Estadio Olímpico  | Olympiakos  | Real Madrid | 0-0       |
| 4    | 5 de noviembre   | Das Antas         | FC Porto    | Rosenborg   | 1-1       |
| 5    | 26 de noviembre  | Lerkendal         | Rosenborg   | Real Madrid | 2–0       |
| 5    | 26 de noviembre  | Das Antas         | FC Porto    | Olympiakos  | 2-1       |
| 6    | 10 de diciembre  | Santiago Bernabéu | Real Madrid | FC Porto    | 4-0       |
| 6    | 10 de diciembre  | Estadio Olímpico  | Olympiakos  | Rosenborg   | 2-2       |

### Grupo E
| Pos. | Equipo              | Pts. | PJ | G | E | P | GF | GC | Dif. | Clasificación             |
| ---- | ------------------- | ---- | -- | - | - | - | -- | -- | ---- | ------------------------- |
| 1    | Bayern Múnich       | 12   | 6  | 4 | 0 | 2 | 13 | 6  | +7   | Acceso a cuartos de final |
| 2    | París Saint-Germain | 12   | 6  | 4 | 0 | 2 | 11 | 10 | +1   |                           |
| 3    | Beşiktaş            | 6    | 6  | 2 | 0 | 4 | 6  | 9  | −3   |                           |
| 4    | IFK Göteborg        | 6    | 6  | 2 | 0 | 4 | 4  | 9  | −5   |                           |

 Fuente: [cita requerida]
| Jor. | Fecha            | Estadio            | Local               | Visitante           | Resultado |
| ---- | ---------------- | ------------------ | ------------------- | ------------------- | --------- |
| 1    | 17 de septiembre | Olímpico de Múnich | Bayern de Múnich    | Beşiktaş JK         | 2-0       |
| 1    | 17 de septiembre | Parc des Princes   | Paris Saint-Germain | IFK Göteborg        | 3–0       |
| 2    | 1 de octubre     | BJK İnönü Stadium  | Beşiktaş JK         | Paris Saint-Germain | 3-1       |
| 2    | 1 de octubre     | Nya Ullevi         | IFK Göteborg        | Bayern de Múnich    | 1–3       |
| 3    | 22 de octubre    | Olímpico de Múnich | Bayern de Múnich    | Paris Saint-Germain | 5–1       |
| 3    | 22 de octubre    | BJK İnönü Stadium  | Beşiktaş JK         | IFK Göteborg        | 1-0       |
| 4    | 5 de noviembre   | Parc des Princes   | Paris Saint-Germain | Bayern de Múnich    | 3-1       |
| 4    | 5 de noviembre   | Nya Ullevi         | IFK Göteborg        | Beşiktaş JK         | 2-1       |
| 5    | 26 de noviembre  | BJK İnönü Stadium  | Beşiktaş JK         | Bayern de Múnich    | 0–2       |
| 5    | 26 de noviembre  | Nya Ullevi         | IFK Göteborg        | Paris Saint-Germain | 0-1       |
| 6    | 10 de diciembre  | Olímpico de Múnich | Bayern de Múnich    | IFK Göteborg        | 0-1       |
| 6    | 10 de diciembre  | Parc des Princes   | Paris Saint-Germain | Beşiktaş JK         | 2-1       |

### Grupo F
| Pos. | Equipo             | Pts. | PJ | G | E | P | GF | GC | Dif. | Clasificación             |
| ---- | ------------------ | ---- | -- | - | - | - | -- | -- | ---- | ------------------------- |
| 1    | Mónaco             | 13   | 6  | 4 | 1 | 1 | 15 | 8  | +7   | Acceso a cuartos de final |
| 2    | Bayer Leverkusen   | 13   | 6  | 4 | 1 | 1 | 11 | 7  | +4   | Acceso a cuartos de final |
| 3    | Sporting de Lisboa | 7    | 6  | 2 | 1 | 3 | 9  | 11 | −2   |                           |
| 4    | Lierse             | 1    | 6  | 0 | 1 | 5 | 3  | 12 | −9   |                           |

 Fuente: [cita requerida]
| Jor. | Fecha            | Estadio        | Local              | Visitante          | Resultado |
| ---- | ---------------- | -------------- | ------------------ | ------------------ | --------- |
| 1    | 17 de septiembre | José Alvalade  | Sporting de Lisboa | AS Monaco          | 3-0       |
| 1    | 17 de septiembre | BayArena       | Bayer Leverkusen   | Lierse SK          | 1–0       |
| 2    | 1 de octubre     | Stade Louis II | AS Monaco          | Bayer Leverkusen   | 4-0       |
| 2    | 1 de octubre     | Jules Otten    | Lierse SK          | Sporting de Lisboa | 1–1       |
| 3    | 22 de octubre    | José Alvalade  | Sporting de Lisboa | Bayer Leverkusen   | 0–2       |
| 3    | 22 de octubre    | Stade Louis II | AS Monaco          | Lierse SK          | 5-1       |
| 4    | 5 de noviembre   | BayArena       | Bayer Leverkusen   | Sporting de Lisboa | 4-1       |
| 4    | 5 de noviembre   | Jules Otten    | Lierse SK          | AS Monaco          | 0-1       |
| 5    | 26 de noviembre  | Stade Louis II | AS Monaco          | Sporting de Lisboa | 3–2       |
| 5    | 26 de noviembre  | Jules Otten    | Lierse SK          | Bayer Leverkusen   | 0-2       |
| 6    | 10 de diciembre  | José Alvalade  | Sporting de Lisboa | Lierse SK          | 2-1       |
| 6    | 10 de diciembre  | BayArena       | Bayer Leverkusen   | AS Monaco          | 2-2       |

### Mejores segundos
| Pos. | Equipo              | Pts. | PJ | G | E | P | GF | GC | Dif. | Clasificación             |
| ---- | ------------------- | ---- | -- | - | - | - | -- | -- | ---- | ------------------------- |
| 1    | Bayer Leverkusen    | 13   | 6  | 4 | 1 | 1 | 11 | 7  | +4   | Acceso a cuartos de final |
| 2    | Juventus            | 12   | 6  | 4 | 0 | 2 | 12 | 8  | +4   | Acceso a cuartos de final |
| 3    | París Saint-Germain | 12   | 6  | 4 | 0 | 2 | 11 | 10 | +1   |                           |
| 4    | Rosenborg           | 11   | 6  | 3 | 2 | 1 | 13 | 8  | +5   |                           |
| 5    | PSV Eindhoven       | 9    | 6  | 2 | 3 | 1 | 9  | 8  | +1   |                           |
| 6    | Parma               | 9    | 6  | 2 | 3 | 1 | 6  | 5  | +1   |                           |

 Fuente: [cita requerida]

## Segunda fase

### Eliminatorias
Los ocho equipos clasificados disputaron una serie de eliminatorias a ida y vuelta, hasta decidir los dos equipos clasificados para la final de Ámsterdam. En la tabla se muestran todos los cruces de la segunda fase. El primer equipo de cada eliminatoria jugó como local el partido de ida, y el segundo jugó en su campo la vuelta. En los resultados se indica el marcador en la ida, seguido del de la vuelta.

La eliminatoria de cuartos de final fue disputada por los campeones de los seis grupos y los dos mejores segundos de grupo. No se enfrentaron equipos que hubiesen coincidido en un mismo grupo, así como tampoco lo hicieron entre ellos los dos segundos de grupo, los cuales disputaron la ida como locales.
El sorteo se de los cuartos de final se celebró el 17 de diciembre de 1997 en Ginebra.
El sorteo de las semifinales se celebró el 20 de marzo de 1998 en Lausana.
|  | Cuartos de final                                      | Cuartos de final                                      | Cuartos de final                                      | Cuartos de final                                      | Cuartos de final                                      |   |    | Semifinales                                           | Semifinales                                           | Semifinales                                           | Semifinales                                           | Semifinales                                           |  |    | Final                                         | Final                                         | Final                                         |  |
|  | 4 de marzo de 1998 (ida) 18 de marzo de 1998 (vuelta) | 4 de marzo de 1998 (ida) 18 de marzo de 1998 (vuelta) | 4 de marzo de 1998 (ida) 18 de marzo de 1998 (vuelta) | 4 de marzo de 1998 (ida) 18 de marzo de 1998 (vuelta) | 4 de marzo de 1998 (ida) 18 de marzo de 1998 (vuelta) |   |    | 1 de abril de 1998 (ida) 15 de abril de 1998 (vuelta) | 1 de abril de 1998 (ida) 15 de abril de 1998 (vuelta) | 1 de abril de 1998 (ida) 15 de abril de 1998 (vuelta) | 1 de abril de 1998 (ida) 15 de abril de 1998 (vuelta) | 1 de abril de 1998 (ida) 15 de abril de 1998 (vuelta) |  |    | 20 de mayo de 1998 Ámsterdam Arena, Ámsterdam | 20 de mayo de 1998 Ámsterdam Arena, Ámsterdam | 20 de mayo de 1998 Ámsterdam Arena, Ámsterdam |  |
|  |                                                       |                                                       |                                                       |                                                       |                                                       |   |    |                                                       |                                                       |                                                       |                                                       |                                                       |  |    |                                               |                                               |                                               |  |
|  |                                                       |                                                       |                                                       |                                                       |                                                       |   |    |                                                       |                                                       |                                                       |                                                       |                                                       |  |    |                                               |                                               |                                               |  |
|  | 2F                                                    | Bayer Leverkusen                                      | 1                                                     | 0                                                     | 1                                                     |   |    |                                                       |                                                       |                                                       |                                                       |                                                       |  |    |                                               |                                               |                                               |  |
|  | 2F                                                    | Bayer Leverkusen                                      | 1                                                     | 0                                                     | 1                                                     |   |    |                                                       |                                                       |                                                       |                                                       |                                                       |  |    |                                               |                                               |                                               |  |
|  | 1D                                                    | Real Madrid                                           | 1                                                     | 3                                                     | 4                                                     |   |    |                                                       |                                                       |                                                       |                                                       |                                                       |  |    |                                               |                                               |                                               |  |
|  | 1D                                                    | Real Madrid                                           | 1                                                     | 3                                                     | 4                                                     |   | 1D | Real Madrid                                           | 2                                                     | 0                                                     | 2                                                     |                                                       |  |    |                                               |                                               |                                               |  |
|  |                                                       |                                                       |                                                       |                                                       |                                                       |   | 1D | Real Madrid                                           | 2                                                     | 0                                                     | 2                                                     |                                                       |  |    |                                               |                                               |                                               |  |
|  |                                                       |                                                       | 1A                                                    | Borussia Dortmund                                     | 0                                                     | 0 | 0  |                                                       |                                                       |                                                       |                                                       |                                                       |  |    |                                               |                                               |                                               |  |
|  | 1E                                                    | Bayern Múnich                                         | 1A                                                    | Borussia Dortmund                                     | 0                                                     | 0 | 0  | 0                                                     | 0                                                     | 0                                                     |                                                       |                                                       |  |    |                                               |                                               |                                               |  |
|  | 1E                                                    | Bayern Múnich                                         |                                                       |                                                       |                                                       |   |    |                                                       |                                                       | 0                                                     |                                                       |                                                       |  |    |                                               |                                               |                                               |  |
|  | 1A                                                    | Borussia Dortmund (t. s.)                             | 0                                                     | 1                                                     | 1                                                     |   |    |                                                       |                                                       |                                                       |                                                       |                                                       |  |    |                                               |                                               |                                               |  |
|  | 1A                                                    | Borussia Dortmund (t. s.)                             | 0                                                     | 1                                                     | 1                                                     |   |    |                                                       |                                                       |                                                       |                                                       |                                                       |  | 1D | Real Madrid                                   | 1                                             |                                               |  |
|  |                                                       |                                                       |                                                       |                                                       |                                                       |   |    |                                                       |                                                       |                                                       |                                                       |                                                       |  | 1D | Real Madrid                                   | 1                                             |                                               |  |
|  |                                                       |                                                       | 2B                                                    | Juventus                                              | 0                                                     |   |    |                                                       |                                                       |                                                       |                                                       |                                                       |  |    |                                               |                                               |                                               |  |
|  | 2B                                                    | Juventus                                              | 2B                                                    | Juventus                                              | 0                                                     | 1 | 4  | 5                                                     |                                                       |                                                       |                                                       |                                                       |  |    |                                               |                                               |                                               |  |
|  | 2B                                                    | Juventus                                              |                                                       |                                                       |                                                       |   |    |                                                       |                                                       |                                                       |                                                       |                                                       |  |    |                                               |                                               |                                               |  |
|  | 1C                                                    | Dinamo de Kiev                                        | 1                                                     | 1                                                     | 2                                                     |   |    |                                                       |                                                       |                                                       |                                                       |                                                       |  |    |                                               |                                               |                                               |  |
|  | 1C                                                    | Dinamo de Kiev                                        | 1                                                     | 1                                                     | 2                                                     |   | 2B | Juventus                                              | 4                                                     | 2                                                     | 6                                                     |                                                       |  |    |                                               |                                               |                                               |  |
|  |                                                       |                                                       |                                                       |                                                       |                                                       |   | 2B | Juventus                                              | 4                                                     | 2                                                     | 6                                                     |                                                       |  |    |                                               |                                               |                                               |  |
|  |                                                       |                                                       | 1F                                                    | Mónaco                                                | 1                                                     | 3 | 4  |                                                       |                                                       |                                                       |                                                       |                                                       |  |    |                                               |                                               |                                               |  |
|  | 1F                                                    | Mónaco (v.)                                           | 1F                                                    | Mónaco                                                | 1                                                     | 3 | 4  | 0                                                     | 1                                                     | 1                                                     |                                                       |                                                       |  |    |                                               |                                               |                                               |  |
|  | 1F                                                    | Mónaco (v.)                                           |                                                       |                                                       |                                                       |   |    |                                                       |                                                       | 1                                                     |                                                       |                                                       |  |    |                                               |                                               |                                               |  |
|  | 1B                                                    | Manchester United                                     | 0                                                     | 1                                                     | 1                                                     |   |    |                                                       |                                                       |                                                       |                                                       |                                                       |  |    |                                               |                                               |                                               |  |
|  | 1B                                                    | Manchester United                                     | 0                                                     | 1                                                     | 1                                                     |   |    |                                                       |                                                       |                                                       |                                                       |                                                       |  |    |                                               |                                               |                                               |  |
|  |                                                       |                                                       |                                                       |                                                       |                                                       |   |    |                                                       |                                                       |                                                       |                                                       |                                                       |  |    |                                               |                                               |                                               |  |

### Incidencias
En el partido de ida entre el Real Madrid y el Borussia Dortmund, la portería del fondo sur se desplomó justo antes del inicio debido al peso que ejercieron los ultras del equipo merengue, al colgarse de la valla que a su vez estaba conectada a la portería en cuestión. Hubo dudas de si el partido podría disputarse ya que en ese momento no se contaba con ninguna de repuesto en el Bernabéu. El delegado de campo del Real Madrid, Agustín Herrerín se dirigió a la ciudad deportiva y consiguió una que, según los alemanes, era un centímetro más baja que la del fondo contrario. En realidad, para el delegado de la UEFA que realizó la medición, las medidas eran correctas y reglamentarias y se dio el visto bueno a la portería. El partido comenzó después de 75 minutos de agonía ya que el Madrid podría haber perdido la eliminatoria. Por el incidente, la UEFA castigó con una suspensión de dos partidos al Santiago Bernabeu. 

## Final
| 25         | POR        | Bodo Illgner       |     |
| 17         | DEF        | Christian Panucci  |     |
| 5          | DEF        | Manuel Sanchís     |     |
| 4          | DEF        | Fernando Hierro    |     |
| 3          | DEF        | Roberto Carlos     |     |
| 6          | MED        | Fernando Redondo   |     |
| 27         | MED        | Christian Karembeu |     |
| 10         | MED        | Clarence Seedorf   |     |
| 7          | DEL        | Raúl González      | 90' |
| 15         | DEL        | Fernando Morientes | 82' |
| 8          | DEL        | Predrag Mijatović  | 89' |
| Entrenador | Entrenador | Jupp Heynckes      |     |

| 1          | POR        | Angelo Peruzzi       |     |
| 3          | DEF        | Moreno Torricelli    |     |
| 4          | DEF        | Paolo Montero        |     |
| 13         | DEF        | Mark Iuliano         |     |
| 7          | DEF        | Angelo Di Livio      | 46' |
| 22         | DEF        | Gianluca Pessotto    | 71' |
| 14         | MED        | Didier Deschamps     | 78' |
| 26         | MED        | Edgar Davids         |     |
| 21         | MED        | Zinedine Zidane      |     |
| 9          | DEL        | Filippo Inzaghi      |     |
| 10         | DEL        | Alessandro Del Piero |     |
| Entrenador | Entrenador | Marcello Lippi       |     |

| 16 | MED | Jaime Sánchez | 82' |
| 9  | DEL | Davor Šuker   | 89' |
| 11 | DEL | José Amavisca | 90' |

| 20 | MED | Alessio Tacchinardi | 46' |
| 18 | DEL | Daniel Fonseca      | 71' |
| 8  | MED | Antonio Conte       | 78' |

| Anotado | 67' | Predrag Mijatović | 1-0 |

| Amonestado | 23' | Fernando Hierro    |
| Amonestado | 37' | Roberto Carlos     |
| Amonestado | 56' | Christian Karembeu |
| Amonestado | 94' | Clarence Seedorf   |

| Amonestado | 34' | Edgar Davids  |
| Amonestado | 79' | Paolo Montero |

| Árbitro             | Hellmut Krug      |
| Árbitros asistentes | Thorsten Bastian  |
| Árbitros asistentes | Christian Schraer |
| Cuarto árbitro      | Hans-Jürgen Weber |

| 25         | POR        | Bodo Illgner       |     |
| 17         | DEF        | Christian Panucci  |     |
| 5          | DEF        | Manuel Sanchís     |     |
| 4          | DEF        | Fernando Hierro    |     |
| 3          | DEF        | Roberto Carlos     |     |
| 6          | MED        | Fernando Redondo   |     |
| 27         | MED        | Christian Karembeu |     |
| 10         | MED        | Clarence Seedorf   |     |
| 7          | DEL        | Raúl González      | 90' |
| 15         | DEL        | Fernando Morientes | 82' |
| 8          | DEL        | Predrag Mijatović  | 89' |
| Entrenador | Entrenador | Jupp Heynckes      |     |

| 1          | POR        | Angelo Peruzzi       |     |
| 3          | DEF        | Moreno Torricelli    |     |
| 4          | DEF        | Paolo Montero        |     |
| 13         | DEF        | Mark Iuliano         |     |
| 7          | DEF        | Angelo Di Livio      | 46' |
| 22         | DEF        | Gianluca Pessotto    | 71' |
| 14         | MED        | Didier Deschamps     | 78' |
| 26         | MED        | Edgar Davids         |     |
| 21         | MED        | Zinedine Zidane      |     |
| 9          | DEL        | Filippo Inzaghi      |     |
| 10         | DEL        | Alessandro Del Piero |     |
| Entrenador | Entrenador | Marcello Lippi       |     |

| 16 | MED | Jaime Sánchez | 82' |
| 9  | DEL | Davor Šuker   | 89' |
| 11 | DEL | José Amavisca | 90' |

| 20 | MED | Alessio Tacchinardi | 46' |
| 18 | DEL | Daniel Fonseca      | 71' |
| 8  | MED | Antonio Conte       | 78' |

| Anotado | 67' | Predrag Mijatović | 1-0 |

| Amonestado | 23' | Fernando Hierro    |
| Amonestado | 37' | Roberto Carlos     |
| Amonestado | 56' | Christian Karembeu |
| Amonestado | 94' | Clarence Seedorf   |

| Amonestado | 34' | Edgar Davids  |
| Amonestado | 79' | Paolo Montero |

| Árbitro             | Hellmut Krug      |
| Árbitros asistentes | Thorsten Bastian  |
| Árbitros asistentes | Christian Schraer |
| Cuarto árbitro      | Hans-Jürgen Weber |

| \| Estadísticas \| \| \| \| Tiros \| 9 \| 8 \| \| Tiros a puerta \| 4 \| 3 \| \| Faltas \| 29 \| 22 \| \| Saques de esquina \| 3 \| 3 \| \| Penaltis \| 0 \| 0 \| \| Fueras de juego \| 3 \| 1 \| \| Tarjetas amarillas \| 2 \| 4 \| \| Tarjetas rojas \| 0 \| 0 \| \| Posesión del balón \| 49% \| 51% \| | Alineación inicial |     |
| Estadísticas |                    |     |
| Tiros | 9                  | 8   |
| Tiros a puerta | 4                  | 3   |
| Faltas | 29                 | 22  |
| Saques de esquina | 3                  | 3   |
| Penaltis | 0                  | 0   |
| Fueras de juego | 3                  | 1   |
| Tarjetas amarillas | 2                  | 4   |
| Tarjetas rojas | 0                  | 0   |
| Posesión del balón | 49%                | 51% |

|                                      |
| Bandera de España                    |
| Campeón Real Madrid C. F. 7.º título |

## Estadísticas

### Tabla de rendimiento
| Pos. | Equipo              | Pts. | PJ | G | E | P | GF | GC | Dif. | Rend.  |
| ---- | ------------------- | ---- | -- | - | - | - | -- | -- | ---- | ------ |
| 1    | Real Madrid         | 24   | 11 | 7 | 3 | 1 | 22 | 5  | +17  | 72.72% |
| 2    | Juventus            | 19   | 11 | 6 | 1 | 4 | 23 | 15 | +8   | 57.58% |
|      |                     |      |    |   |   |   |    |    |      |        |
| 3    | Borussia Dortmund   | 20   | 10 | 6 | 2 | 2 | 15 | 5  | +10  | 66.67% |
| 4    | Mónaco              | 18   | 10 | 5 | 3 | 2 | 20 | 15 | +5   | 60%    |
|      |                     |      |    |   |   |   |    |    |      |        |
| 5    | Manchester United   | 17   | 8  | 5 | 2 | 1 | 15 | 6  | +9   | 70.83% |
| 6    | Bayer Leverkusen    | 14   | 8  | 4 | 2 | 2 | 12 | 11 | +1   | 58.33% |
| 7    | Bayern Múnich       | 13   | 8  | 4 | 1 | 3 | 13 | 7  | +6   | 54.17% |
| 8    | Dinamo de Kiev      | 12   | 8  | 3 | 3 | 2 | 15 | 11 | +4   | 50%    |
|      |                     |      |    |   |   |   |    |    |      |        |
| 9    | París Saint-Germain | 12   | 6  | 4 | 0 | 2 | 11 | 10 | +1   | 66.67% |
| 10   | Rosenborg           | 11   | 6  | 3 | 2 | 1 | 13 | 8  | +5   | 61.11% |
| 11   | PSV Eindhoven       | 9    | 6  | 2 | 3 | 1 | 9  | 8  | +1   | 50%    |
| 12   | Parma               | 9    | 6  | 2 | 3 | 1 | 6  | 5  | +1   | 50%    |
| 13   | Feyenoord           | 9    | 6  | 3 | 0 | 3 | 8  | 10 | −2   | 50%    |
| 14   | Newcastle United    | 7    | 6  | 2 | 1 | 3 | 7  | 8  | −1   | 38.89% |
| 15   | Sporting de Lisboa  | 7    | 6  | 2 | 1 | 3 | 9  | 11 | −2   | 38.89% |
| 16   | Beşiktaş            | 6    | 6  | 2 | 0 | 4 | 6  | 9  | −3   | 33.33% |
| 17   | IFK Göteborg        | 6    | 6  | 2 | 0 | 4 | 4  | 9  | −5   | 33.33% |
| 18   | Sparta Praga        | 5    | 6  | 1 | 2 | 3 | 6  | 11 | −5   | 27.78% |
| 19   | Barcelona           | 5    | 6  | 1 | 2 | 3 | 7  | 14 | −7   | 27.78% |
| 20   | Olympiacos          | 5    | 6  | 1 | 2 | 3 | 6  | 14 | −8   | 27.78% |
| 21   | Galatasaray         | 4    | 6  | 1 | 1 | 4 | 4  | 11 | −7   | 22.22% |
| 22   | Porto               | 4    | 6  | 1 | 1 | 4 | 3  | 11 | −8   | 22.22% |
| 23   | Lierse              | 1    | 6  | 0 | 1 | 5 | 3  | 12 | −9   | 5.56%  |
| 24   | Košice              | 0    | 6  | 0 | 0 | 6 | 2  | 13 | −11  | 0%     |

 Fuente: 

### Tabla histórica de goleadores
Nota: No contabilizados los partidos y goles en rondas previas. Nombres y banderas de equipos en la época.
| \| Pos. \| Jugador \| G. \| Part. \| Prom. \| \| Club \| \| ---- \| -------------------- \| -- \| ----- \| ----- \| \| ----------------------- \| \| 1 \| Alessandro Del Piero \| 10 \| \| \| \| Juventus F. C. \| \| 2 \| Thierry Henry \| 7 \| \| \| \| A. S. Mónaco F. C. \| \| 3 \| Filippo Inzaghi \| 6 \| \| \| \| Juventus F. C. \| \| 4 \| Serhiy Rebrov \| 6 \| \| \| \| F. K. Dynamo Kyiv \| \| 5 \| Andrew Cole \| 5 \| \| \| \| Manchester United F. C. \| \| 6 \| Andriy Shevchenko \| 5 \| \| \| \| F. K. Dynamo Kyiv \| Actualizado a fin de torneo. |                      |    |       |       |  |                         |
| Pos. | Jugador              | G. | Part. | Prom. |  | Club                    |
| 1 | Alessandro Del Piero | 10 |       |       |  | Juventus F. C.          |
| 2 | Thierry Henry        | 7  |       |       |  | A. S. Mónaco F. C.      |
| 3 | Filippo Inzaghi      | 6  |       |       |  | Juventus F. C.          |
| 4 | Serhiy Rebrov        | 6  |       |       |  | F. K. Dynamo Kyiv       |
| 5 | Andrew Cole          | 5  |       |       |  | Manchester United F. C. |
| 6 | Andriy Shevchenko    | 5  |       |       |  | F. K. Dynamo Kyiv       |